# Gonomyia (Leiponeura) mitophora
Gonomyia (Leiponeura) mitophora is een tweevleugelige uit de familie steltmuggen (Limoniidae). De soort komt voor in het Oriëntaals gebied.